# 2022-es Roland Garros
A 2022-es Roland Garros az év második tenisz Grand Slam-tornája, amelyet 121. alkalommal, 2022. május 22. és június 5. között rendeznek meg Párizsban. A selejtezőkre május 16-tól került sor. A tornán bajnokot avatnak férfi és női egyesben és párosban, vegyes párosban, valamint junior fiú és lány kategóriákban egyesben és párosban. A versenyprogram része volt a kerekesszékesek versenye is.
A Roland Garros az egyetlen salakpályás Grand Slam-torna. Díjalapja 2022-ben 43,6 millió euró, amely 6,8%-kal magasabb a világjárvány előtti, 2019. évi díjalapnál.
A cím védője férfi egyesben a szerb Novak Đoković volt, a női egyesben az előző évben a cseh Barbora Krejčíková bizonyult a legjobbnak. Ebben az évben Đoković a negyeddöntőben szenvedett vereséget Rafael Nadaltól, míg Krejčíková meglepetésre már az első körben kiesett.
A győzelmet a nőknél a 2020-as Roland Garros győztes, világelső lengyel Iga Świątek szerezte meg, miután a döntőben 6–1, 6–3 arányban legyőzte az amerikai Cori Gauffot. Ezzel Świątek folytatta 2022-es győzelmi sorozatát, és immár 35 mérkőzésen át maradt veretlen. A női párosok mezőnyében 2016 után ismét a francia Caroline Garcia–Kristina Mladenovic páros szerezte meg a bajnoki címet.
A férfiaknál Rafael Nadal 14. Roland Garros-győzelmét ünnepelhette, ezzel a Grand Slam-tornagyőzelmeinek száma 22-re nőtt.
A magyar versenyzők közül a tornán ebben az évben a férfiaknál Fucsovics Márton világranglista-helyezése alapján és Balázs Attila védett ranglistával a főtáblán, míg Piros Zsombor a selejtezőben indulhatott, és ő a kvalifikáció 3. köréig jutott. Balázs Attila az első körben esett ki, Fucsovics Márton a második körön nem jutott tovább. A nőknél világranglista-helyezése alapján Bondár Anna, Udvardy Panna és Gálfi Dalma a főtáblán, míg Jani Réka Luca a selejtezőben kezdhette meg a küzdelmeket, ahol utóbbi a 3. körben vereséget szenvedett, de szerencsés vesztesként a főtáblára került. Ezzel négy magyar női játékos került a Roland Garros egyéni főtáblájára, amelyre legutóbb csak 2000-ben volt példa. Az első körön azonban egyiküknek sem sikerült túljutnia. A női párosok versenyén három magyar volt érintett: Bondár Anna, Udvardy Panna és Gálfi Dalma. Udvardy Panna német párjával az első körben, Gálfi Dalma éppen Bondár Annáék párosa ellen a második körben esett ki. Bondár Annáék párosa végül a negyeddöntőig jutott. A junioroknál Udvardy Luca indult egyéniben és párosban is, és egyéniben bejutott a 2. körbe, ahol a későbbi bajnok cseh Lucie Havlíčková ütötte el a továbbjutástól, míg párosban az első körön nem jutott túl.

## Világranglistapontok
| Esemény      | Győztes | Döntős | Elődöntősök | Negyeddöntősök | 16 között | 32 között | 64 között | 128 között |
| Férfi egyéni | 2000    | 1200   | 720         | 360            | 180       | 90        | 45        | 10         |
| Férfi páros  | 1000    | 600    | 360         | 180            | 90        | 0         | —         | —          |
| Női egyéni   | 2000    | 1300   | 780         | 430            | 240       | 130       | 70        | 10         |
| Női páros    | 1000    | 650    | 390         | 215            | 120       | 10        | —         | —          |

## Pénzdíjazás
A torna összdíjazása 2022-ben 43,6 millió euró, amely 6,8%-kal magasabb a világjárvány előtti, 2019. évi díjalapnál. A férfi és a női egyéni győztesnek fejenként 2 200 000 euró jár.
| Esemény              | Győztes     | Döntős      | Elődöntősök | Negyeddöntősök | 16 között | 32 között | 64 között | 128 között | Q3 | Q2 | Q1 |
| Egyéni               | 2 200 000 € | 1 100 000 € | 600 000 €   | 380 000 €      | 220 000 € | 125 800 € | 86 000 €  | 62 000 €   |    |    |    |
| Páros (csapatonként) | 580 000 €   | 290 000 €   | 146 000 €   | 79 500 €       | 42 000 €  | 25 000 €  | 15 500 €  | –          | –  | –  | –  |

## Eredmények

### Férfi egyes
- Rafael Nadal– Casper Ruud, 6–3, 6–3, 6–0

### Női egyes
- Iga Świątek– Cori Gauff, 6–1, 6–3

### Férfi páros
- Marcelo Arévalo /  Jean-Julien Rojer– Ivan Dodig /  Austin Krajicek, 6–7(4), 7–6(5), 6–3

### Női páros
- Caroline Garcia /  Kristina Mladenovic– Cori Gauff /  Jessica Pegula 2–6, 6–3, 6–2

### Vegyes páros
- Sibahara Ena /  Wesley Koolhof– Ulrikke Eikeri /  Joran Vliegen, 7–6(5), 6–2

Juniorok

### Fiú egyéni
- Gabriel Debru– Gilles Arnaud Bailly, 7–6(5), 6–3

### Lány egyéni
- Lucie Havlíčková– Solana Sierra, 6–3, 6–3

### Fiú páros
- Edas Butvilas /  Mili Poljičak– Gonzalo Bueno /  Ignacio Buse, 6–4, 6–0

### Lány páros
- Sára Bejlek /  Lucie Havlíčková– Nikola Bartůňková /  Céline Naef, 6–3, 6–3